# サセックス稿本
サセックス稿本（サセックスこうほん、The Sussex Manuscript）は、クトゥルフ神話作品に登場する文献。サセックス断章（サセックスだんしょう）やサセックス草稿（サセックスそうこう）とも称す。
本来の書名は「魔神と契約した者の礼拝」。
架空の文献だが、かつて実在した。ネクロノミコンの異本の一つであり、英語で書かれている。
もともと、ラヴクラフトのファンの一人が、1940年代にネクロノミコンを書いたものである。

## オリジナルの本
ネブラスカ州リンカーンにフレッド・ペルトンという人物がおり、1950年に没している。
ペルトンはこの本を書き上げ、さらに彩色写本風に製本して、アーカムハウスのオーガスト・ダーレスに送った。刊行が検討されたが見送られ、本は行方不明となった。だが1980年代になり、EPバーグルンドによって、遺族が保管していた原稿が再発見される。
内容は後述するが、既存のラヴクラフト作品やクトゥルフ神話を再構築した、斬新すぎるものであった。大瀧啓裕は、ペルトンの『サセックス稿本』と『クトゥルー神話の手引書』の内容を評価しつつも、内容のあまりのカオスっぷりに「恐ろしく手間のかかる難物」と評しており、前者のみ邦訳したものの、後者は未訳となっている。

## クトゥルフ神話に取り込まれた後
ペルトンが拵えアーカムハウスに送付したサセックス稿本の原本は行方不明となったが、ダーレスはこれを自作に取り込んでおり、『永劫の探究』3章に「サセックス草稿」がみられる。リン・カーターの『クトゥルー神話の魔道書』にも取り上げられている。
ウルタールとは既存のクトゥルフ神話では地名を指すが、『サセックス稿本』では神の名ということになっている。また既存のヨグ＝ソトースに近しい、ソトースとウルターラトテップという独自の神が登場する。
またカーターの『陳列室の恐怖』では、ウィンターズ＝ホール師が翻訳して発行したパンフレットを「サセックス稿本」と呼んでいる。ウィンターズ＝ホール師が翻訳して発行したパンフレットは「エルトダウン・シャーズ」のことなので、サセックス稿本とエルトダウン・シャーズの混同が起きている。
ダニエル・ハームズの『エンサイクロペディア・クトゥルフ』では、フレデリック男爵版をホール師がさらに翻訳したことにされた。またウルタールについても2つの意味で解説し、ソトースについても単独項を設けている。
クトゥルフ神話TRPGでは、「サセックス草稿」はネクロノミコンラテン語版を「誤訳したもの」とされている。

## 内容
ネクロノミコン、ウォルミウスのラテン語版の一部分を、1593年にサセックスの男爵フレデリクス1世が英訳したもの。「魔神と契約した者の礼拝」全4巻。

### 第1巻
42章構成。世界創成からクトゥルーが顕現するまで。
知性なき王アザトスに、ノデンスとソトスが仕えた。宇宙、星々、ユッゴス、世界、そして聖なる島がつくられ、ソトスが旧支配者たちをつくった。ヨグ＝ソトス、ウルタル、ツァトッグア、イタクア、ロイゴル、シュブ＝ニッグラス、ハストゥル、グタンタ、クトゥガ、ニャルラトテプ……。旧支配者たちはユッゴスで神秘を示し、クスコ家とカクソル家の信仰を得た。やがて両家の一部の者が地球に到来して、ヨグ＝ソトスの時代、旧支配者たちの時代が訪れる。神ヨグ＝ソトスと力たるウルタルのもと、クスコ家の王国が天下をとる。全宇宙の大祭司クラーク＝アシュ＝トンと呼ばれるウルタラトテプ、またの名をヨグ＝ソトス（ソトスの寵を得る者）を筆頭に、王たちはソトスより生まれしウルタルを分かち持っていた。
さてヨグ＝ソトスの時代には、空の下僕、地のダイモーン、火の生物、海の怪物といったものどもは、ウルタルの力によって封印されていた。忌まわしいツァトッグアもまたンカイに幽閉された。そして彼らは復権を求めクトゥルーを待望した。クスコ家に敗れて洞窟に追いやられたカクソル家は、四大霊やツァトッグアと手を結んだ。
聖なる神殿都市ンガー＝クトゥンでは、旧支配者たちによって千年ごとに儀式がくり返されていた。だが邪悪な四大霊たちはウルタルに捧げる魔力を横領し、3つの黒き球体には密かにパワーが蓄積されていく。やがて機は熟し、ロイゴル、イタクア、シュブ＝ニッグラスの三王が反旗を翻す。火のクトゥガ、恐るべきツァトッグアも彼らに就く。聖なるウルタラトテプの儀式を悪用し、彼らは偉大なるニャルラトテプの顕現であるクトゥルーを召喚する。輝かしいヨグ＝ソトスの時代は終わり、暗黒時代が幕を開ける。

### 第2巻
19章構成。クトゥルーが顕現してから倒されるまで。
四王がニャルラトテプに平伏する。また水のイタクアル、ロイゴルノス、妖蛆シュッボラスの封印が解かれる。ウルタルは敗れ、古代の民は虐殺され、クトゥルーの時代はまさしく地獄であった。しかしウルタルの信者たちは決死の抵抗を続け、やがてウルタルのパワーのもとに、新たな神人種族が生まれた。
強くなったウルタルは、星からヨグ＝ソトスや旧神たちを呼び寄せ、クトゥルーを葬る。片付けを終えた旧神たちはアザトスのもとへと去り、人間の時代が訪れる。だがルルイエのクトゥルーは復活することが予言されている。

### 第3巻
36章構成。魔術について詳しい。またクトゥルーの民の立場で書かれている。
アミラ＝クンと信者たちを滅ぼすべく、クトゥルーはイリュトゥラを派遣した。イリュトゥラとクンの間に我らが生まれた。クトゥルーは滅ぼされたが、復活が予言されており、我らは伝説を伝える。エジプトとクレータ、ギリシア、フェニキアを経て、やがてローマカトリックが西欧世界を支配する。
教団には掟があり、入団するには四つの試練を耐え抜かなければならない。第四の試練、ショッゴスの責苦を耐えた者は入信するにふさわしい。

### 第4巻
予言。

### 登場人物
神
- アザトス - 旧神。知性なき、世界の王。
- ノデンス - 旧神。アザトスの従者。
- ソトス - 旧神。アザトスの従者。ウルタラトテプを生んだ。
- ウルタルまたはウルタラトテプまたはヨグ＝ソトス - ソトスの子。旧神の大神官、大祭司クラーク＝アシュ＝トンなどの幾つもの異名をもつ。非実体であり、ウルタルとは力そのものを指す言葉でもある。1000年に一度の大儀式にて、大神官と融合することで化身する。
- イタクア - 四元の支配者の一つ、水の王。深海のルルイエに隠した黒い球体に魔力を蓄える。
- ロイゴル - 四元の支配者の一つ、風の王。塔に隠した黒い球体に魔力を蓄える。
- シュブ＝ニッグラス - 四元の支配者の一つ、地底の女王。黒山羊の異称をもつ。山羊の洞窟に隠した黒い球体に魔力を蓄える。
- クトゥガ - 四元の支配者の一つ、火の王。
- ツァトッグア - 忌まわしい醜悪な蟇蛙の神。ンカイに幽閉される。
- ニャルラトテプ - 邪悪の主。
- クトゥルー - ニャルラトテプの顕現体。信徒いわく、大いなる全能の主。

生物
- イタクアル - イタカの眷属。ぬらぬらした海の生物。
- ロイゴルノス - ロイガーの眷属。有翼の生物。
- シュッボラス - シュブ＝ニッグラスの眷属。妖蛆。

人物
- アミラ＝クン - 人物。クトゥルーの暗黒時代に、ウルタルの球体から生まれた新たな生命にして半神。
- アミュラ - 人物。ウルタルの娘。イリュトゥラの敵対者。
- イリュトゥラ - 人物。クトゥルーから生まれた女。新人類に邪神崇拝を広め、大いなる母と称される。

### 収録
- 学研『魔道書ネクロノミコン外伝』大瀧啓裕訳